# ThuLEP
Die ThuLEP (Thulium(Tm:YAG)-Laser-Enukleation der Prostata) ist eine Form der transurethralen Resektion (Abtragung durch die Harnröhre). Sie gehört wie die ThuVEP (Thulium(Tm:YAG)-Laser-Vapoenukleation) zu den minimalinvasiven transurethralen Operationsverfahren, bei denen die gesamte vergrößerte Prostata-Innendrüse, die für die obstruktiven Beschwerden beim Wasserlassen (Verzögertes Wasserlassen, verminderter Harnstrahl, verlängerte Zeit für das Wasserlassen, Restharnbildung, Überlaufblase, Harnverhalt) verantwortlich ist, entfernt werden kann.
Bei der Operation werden die Prostatalappen einzeln ausgelöst und in der Harnblase vorübergehend positioniert. Von dort werden sie dann mit Hilfe eines Morcellators (Gewebezerkleinerer) abgesaugt und für die feingewebliche Untersuchung aufgefangen, so dass das gesamte entfernte Gewebe und damit die gesamte Prostatainnendrüse untersucht werden kann. Wird die Innendrüse der Prostata vollständig entfernt, so ist ein erneutes Wachstum von Rest-Prostatagewebe der Innendrüse sowie ein Rezidiv (Wiederkehr des Beschwerdebildes) unwahrscheinlich im Gegensatz zu Verfahren, bei denen nur ein Teil der Prostatainnendrüse entfernt wird (TUR-P, Laser-Vaporisation der Prostata).

## Operatives Prinzip
Ziel der ThuLEP, die an der Medizinischen Hochschule Hannover von Thomas Herrmann entwickelt wurde, ist eine vollständige Entfernung der Prostatainnendrüse bei gleichzeitig vollständiger Unversehrtheit der Prostataaußendrüse. An der Prostataaußendrüse laufen von hinten an der Prostataaußendrüse (Prostatakapsel) anhängend von orientierend 3° bis 9° zwischen Prostata und Enddarm das Nervengeflecht für die Erektion, das nicht durch chirurgische Schnitte oder thermische Schädigung in Mitleidenschaft gezogen werden soll. Des Weiteren greift der Schließmuskel der Harnröhre von unten (kaudal) auf die Spitze der Außendrüse. Eine weitestgehend athermale mechanische Enukleation der Prostata verhindert auch hier eine thermische Tiefenschädigung. Die definierte und geringe Eindringtiefe des Thulium(Tm:YAG)-Lasers mit ca. 250 µm verhindert an den Stellen, an denen eine Blutstillung umschrieben durchgeführt werden muss, ebenfalls eine Tiefenschädigung. Die somit weitestgehend intakte Außendrüse (Prostatakapsel), die nach der Operation wieder durch die Schleimhaut der Blase überwachsen werden muss, wird somit nicht durch viel koaguliertes (verschweißtes) Gewebe von der Abheilung abgehalten.
Die Operation orientiert sich an der früher durch einen offenen Schnitt häufig durchgeführten Adenomenukleation, bei der ebenfalls die Mobilisation der Prostatainnendrüse mechanisch erfolgte. Im Gegensatz zu dieser kann ThuLEP minimalinvasiv durch die Harnröhre durchgeführt werden. Ein weiterer Vorteil gegenüber der offenen Adenomenukleation ist die Möglichkeit der umschriebenen Blutstillung der die Innendrüse versorgenden einsprießenden Gefäße. Die Mobilisation der Prostatalappen erfolgt entlang einer anatomisch definierten Schicht zwischen Innen- und Außendrüse, die über die gesamte Operation für den Operateur sichtbar ist. Die Gewebebindung hier ist so angelegt, dass man hier von der Außendrüse die Innendrüse mechanisch abscheren kann. Da diese Prozedur unter Sicht mit einem Endoskop erfolgt, können hier sofort die Versorgungsgefäße abgesetzt und mithilfe des Lasers verschweißt werden. Somit ist der Blutverlust im Gegensatz zur offenen Operation sehr gering.
Im Unterschied zur ThuLEP wird bei der ThuVEP die gesamte Entnahmestelle durch einen vaporisierenden Schnitt versiegelt. Der Koagulationssaum ist auch hier entsprechend der geringen Eindringtiefe des Lasers konstant oberflächlich.

## Regenerationsverlauf nach der Operation
Nach der Operation wird der Harnweg für einen kurzen Zeitraum mit Hilfe eines transurethralen Ballonkatheters geschient und die Harnblase gespült. Nach Entfernung des Katheters ist die innerliche Wundheilung noch nicht abgeschlossen. Der Urin kommt nun in Kontakt mit der Entnahmestelle der Innendrüse im Prostatabett. Dies kann vorübergehend und selten bis zum vollständigen Abheilen der Wundfläche nach 3 bis 6 Wochen zu Reizsymptomen wie häufigerem Harndrang und plötzlichem Harndrang führen. Die obstruktiven Symptome sind meist bereits nach Entfernung des Dauerkatheters verschwunden, wenn der Blasenmuskel Detrusor vor der Operation intakt war. Die Funktionsfähigkeit des Detrusor kann vor der Operation mithilfe der Computer-assistierten Urodynamik evaluiert werden. Diese Untersuchung sollte bei allen Patienten in höherem Lebensalter, bei Verdacht auf neurologische Grunderkrankung (z. B. Parkinson-Krankheit, Demenz) und bei Verdacht auf einen insuffizienten (d. h. zu schwachen) Detrusor (hohe Restharnmengen, langandauernder Harnverhalt, hohe Blasenfüllungsvolumina) durchgeführt werden.

## Vergleich zu Standardverfahren, Nachsorge
Für die Einordnung von ThuLEP existieren zwei randomisiert kontrollierte Studien (RCT), die dem Evidenzniveau EBL Ib entsprechen, sowie eine größere prospektive Beobachtungsstudie. Eine RCT Studie berichtet über einen Nachbeobachtungszeitraum von 18 Monaten im Vergleich zur Holmium Laser Enukleation der Prostata HoLEP, die andere mit einem kurzen Nachbeobachtungszeitraum von drei Monaten gegenüber der transurethralen Prostataresektion (TURP). Die RCT von Zhang et al. zeigte eine Äquivalenz zwischen ThuLEP und HoLEP, da sich keine signifikanten Unterschiede bezüglich der Veränderungen in Bezug auf die symptomatischen, sowie in der Urodynamik überprüfbaren Parameter zeigten, Unterschiede mit Vorteil für ThuLEP ergaben sich hinsichtlich Blutverlust und Blutstillung, Vorteile für HoLEP ergaben sich bezüglich der Operationszeit. In der Studie von Świniarsk et al. zeigten sich im Nachbeobachtungszeitraum von drei Monaten keine Unterschiede in der Wirksamkeit und operationsbedingten Morbidität.